# Špilja Moncks
Špilja Moncks nalazi se u Redcliffsu, Christchurch, na Novom Zelandu. Značajna je zbog velikog broja drvenih artefakata koje su ondje 1889. godine otkrili radnici dok su vadili željezo.

## Povijest
Špilju su 1889. godine otkrili radnici koji su vadili metal za ceste, što se ovdje radilo već nekoliko godina prije otkrića špilje. Radnici su raščistili i prekopali podnožje brda, što je dovelo do otkrića ulaza u špilju. Prilikom otvaranja špilje otkrivene su velike količine školjki. Špilju je najvjerojatnije zatvorilo klizište koje se dogodilo prije naseljavanja Europljana. Velika količini drvenog ugljena pronađenog na krovu upućuje na učestalo gorenje na tom mjestu.

## Artefakti
Jedan artefakt pronađen u špilji je drvena ama. Pronađena je 1889. godine, iste godine kada je špilja i otkrivena. Ostali otkriveni artefakti uključuju izrezbareno veslo, držač kanua, drvenu rezbariju psa, fragmente ribarske mreže, više sjekira od zelenog kamena, količinu crne kose i kostiju ribe i moa, koji su pronađeni u drugoj unutrašnjoj špilji onaj glavni. Ovi artefakti pomogli su istraživačima da nauče o kulturi Maora. Zbog brojnih artefakata pronađenih u špilji, smatra se jednim od najvećih arheoloških otkrića na Novom Zelandu.